# Morangis, Marne
Morangis är en kommun i departementet Marne i regionen Grand Est (tidigare regionen Champagne-Ardenne) i nordöstra Frankrike. Kommunen ligger i kantonen Avize som tillhör arrondissementet Épernay. År 2022 hade Morangis 367 invånare.

## Befolkningsutveckling
Antalet invånare i kommunen Morangis
| Referens: INSEE |